# Кулиев, Ильяс Бархудар оглы
Ильяс Бархудар оглы Кулиев — советский хозяйственный, государственный и политический деятель.

## Биография
Родился в 1930 году в Азербайджанской ССР. Член КПСС с 1966 года.
С 1946 года — на хозяйственной, общественной и политической работе. В 1946—1990 гг. — колхозник, ученик ФЗО, каменщик «Бакводопроводстроя», в рядах Советской Армии, каменщик треста «Алюминстрой», бригадир комплексной бригады СУ-30 треста № 3 «Кировабадпромстрой». 
Избирался депутатом Верховного Совета СССР 7-го и 8-го созывов, Верховного Совета Азербайджанской ССР 9-го созыва. Делегат XXIV съезда КПСС.
Жил в Азербайджане.